# Полимер
Полимери пренасочва насам.  За българското предприятие вижте Полимери (предприятие).
Полимерите са високомолекулни съединения, молекулите на които се състоят от голям брой повтарящи се атомни групи, свързани помежду си с ковалентни химични връзки. Самите им молекули, наречени макромолекули заради големия си размер, са изградени от многократно повтарящи се елементарни звена. Броят на мономерните звена в макромолекулите характеризира степента на полимеризация. В зависимост от нея биват: синтетични смоли или олигомери. Смолите са твърди или полутечни аморфни органични вещества с неголяма молекулна маса, способни при преработка да се превръщат в нетопими и неразтворими вещества. Полимерите, изградени от еднакви мономерни звена, се наричат хомополимери. Когато във веригата на макромолекулите се съдържат различни мономерни звена, полимерите се наричат съполимери.
Думата „полимер“ идва от гръцките поли – много, и мерос – части. Терминът е създаден от шведския учен Якоб Берцелиус.

## Свойства на полимерите
Полимерите нямат точно определена молекулна маса. Голяма част от тях са неразтворими във вода, но се разтварят добре в бензен, толуен и др. Плътността им варира от 0.8 до 2.5 g/cm3.
Свойствата на полимерите се определят от структурата им. Така например пространствено омрежените полимери са по-здрави от линейните, които са по-здрави от разклонените. Именно линейните полимери с молекулна маса над 12 000 се използват при найлона и целулозата заради голямата си издръжливост при опъване.
За получаване на пространствено омрежени полимерни матрици се използват мономери или олигомери, които после могат да се втвърдят по поликондензационен механизъм под действие на температура, лъчение, инициатори или втвърдители.
Линейните полимери с аморфна структура са еластични по природа. Могат да се деформират под външно въздействие и отново да възстановят формата си. Отнасят се към групата на еластомерите или каучуците.

## Класификация
- Според произхода:
- Естествени – от растителен (целулоза, каучук), животински и минерален произход;
- Изкуствени – получени чрез преработка на природни високомолекулни съединения (вискоза);
- Синтетични – получени чрез синтез от нискомолекулни вещества.

Синтетичните полимерни материали (пластмаси и каучуци) се срещат във всички области на техниката и бита и заместват не само „естествените“ материали като дърво, кожа, памук, коприна, стъкло и метали, но притежават предварително зададени свойства, които естествените материали не проявяват. Докато в миналото предимствата им са били определяни в сравнение с естествените материали, сега те се разглеждат като отделна група материали със самостоятелни свойства.
- Според състава:
- неорганични – слюда и графит, имащи слоеста структура; диамант; силикатите; повечето неорганични минерали; някои алотропни форми на простите вещества – например при сярата и фосфор; полифосфазените и техните производни, известни като неорганичен каучук
- органични – огромното мнозинство от познатите и използвани в практиката
- хибридни – полимер-неорганични полимери: органометални полимери, силикони, полифосфазени и др.

## Получаване
- Чрез полимеризация:
Полимеризацията е бърз процес, при който полимерната верига се образува чрез последователно присъединяване на молекулите на един или няколко мономера към нарастващ активен център. Осъществява се чрез разкъсване на ненаситени връзки или циклични съединения.
За разлика от поликондензацията, в реакционната смес присъстват само мономер и полимер.
Полимеризацията включва три етапа:
- Образуване на активен център;
- Нарастване на веригата;
- Прекъсване на веригата.

Полимеризацията може да бъде провеждана по няколко начина:
- Чрез блок /блокова полимеризация/;
- Чрез суспензия;
- Чрез емулсия;
- Чрез разтвор.

- Чрез Поликондензация:
Поликондензацията е бавен процес извършващ се на степени, като при всяка от тях се получават трайни междинни съединения, който могат да бъдат изолирани.